# Sleepers (film)
Sleepers is een Amerikaanse misdaadthriller uit 1996 die geschreven en geregisseerd werd door Barry Levinson. De film is gebaseerd op het gelijknamige boek van auteur Lorenzo Carcaterra. De hoofdrollen worden vertolkt door Jason Patric, Brad Pitt, Robert De Niro, Kevin Bacon en Dustin Hoffman.

## Verhaal
Tommy Marcano, John Reilly, Lorenzo Carcaterra (Shakes) en Michael Sullivan (Mike) zijn 4 jongens rond de 13 jaar die opgroeien in Hell’s kitchen. Ze hebben niet de allerbeste opvoeding door onder andere huishoudelijk geweld, opgroeien in een misdaadbuurt en weinig aandacht van de ouders, de jongens brengen de meeste tijd op straat door. De jongens zijn soms misdienaar in de plaatselijke kerk, vooral omdat dit goed verdient. John wil zelf later graag priester worden. Vader Bobby, de priester, is in de film de enige persoon die inzit over de toekomst van de jongens. Je kunt hem zien als een opvoedend figuur voor de jongens, de jongens luisteren naar hem en respecteren hem enorm. Toch halen de jongens af en toe kattenkwaad uit, de streken zijn nooit slecht bedoeld, maar dienen vooral tegen de verveling. Op een dag krijgen de jongens een verhaal te horen over een gangster genaamd King Benny, het verhaal gaat over hoe hij acht jaar lang wachtte voor hij eindelijk zoete wraak kon nemen op een man. De jongens zijn meteen geïnteresseerd in dit verhaal en Shakes gaat zelf een baantje vragen bij King Benny. King Benny laat de jongens smeergeld afleveren bij de politie.
Op een dag halen de kinderen weer een streek uit met de hotdogverkoper van de buurt. Shakes bestelt een hotdog en loopt er zonder te betalen mee weg. De man achtervolgt hem en de drie andere jongens stelen zijn hotdogkar. Omdat de hotdogverkoper maar niet wil opgeven komen ze met een plan op de proppen. Ze zullen de hotdogkar over de trap van de metro laten hangen tot de hotdogverkoper hem net vast heeft, dan zullen ze de kar loslaten en wegvluchten terwijl de man probeert zijn kar terug over de trap te sleuren. De jongens onderschatten het gewicht van de kar en laten deze per ongeluk op een voorbijganger vallen, deze overleeft het maar net, maar is zwaargewond. Als straf stuurt de rechter de jongens naar een strafinrichting voor minderjarigen, The Wilkinson Home for Boys.
Tommy, Mike en John moeten minstens een jaar, maximum 18 maanden in de instelling verblijven. Shakes komt er vanaf met minstens een halfjaar, maximum een jaar, omdat hij niet aanwezig was bij de diefstal van de kar. In de instelling worden de jongens herhaaldelijk vernederd en verkracht door de bewakers Sean Nokes, Henry Addison, Ralph Ferguson en Adam Styler. Het verschrikkelijke misbruik verandert hun leven voorgoed. Tijdens het verblijf nemen de jongens deel aan de jaarlijkse Americanfootballwedstrijd tussen de bewakers en de jongeren die in de instelling verblijven. De jongeren verliezen elk jaar met opzet, zodat ze later niet gestraft zouden worden. Michael overtuigt Rizzo, een zwarte jongen die meestal met rust wordt gelaten door de bewakers, om deze keer terug te vechten tegen de bewakers om zo het spel te winnen. Rizzo gaat akkoord en helpt om het spel te winnen. De jongens beleven de beste 90 minuten van hun tijd in de instelling en genieten van hun vrijheid en hun overwinningen tijdens het spel. Het gevolg op dit plezier komt niet veel later wanneer Mike, Shakes, John en Tommy extreem mishandeld worden en daarna enkele weken moeten leven in een eenzame, donkere cel. Wanneer de jongens terug vrijgelaten worden blijkt dat Rizzo doodgeslagen werd door de vier bewakers. Later, kort voor Shakes’ vrijlating, probeert hij Tommy, John en Mike ervan te overtuigen dat ze het misbruik moeten melden aan de buitenwereld, maar de anderen weigeren. Ze willen de gebeurtenissen zo snel mogelijk vergeten en willen er liefst niet meer over praten, ze gaan ervan uit dat toch niemand hen zal geloven. Ze beloven aan elkaar dat niemand ooit zal praten over het misbruik. Ook tijdens al de bezoeken van Father Bobby wordt er gezwegen over de verkrachtingen, deels omdat bewaker Nokes alles goed in het oog houdt, deels omdat ze zich schamen voor wat ze hebben meegemaakt.
Dertien jaar later zien we een beeld van de opgegroeide jongens. Tommy en John zijn criminelen geworden die al enkele moorden op hun geweten hebben. Michael is advocaat en Shakes schrijft voor een krant. Wanneer Tommy en John Sean Nokes in een bar zien zitten, grijpen de twee deze kans om wraak te nemen en ze schieten hem dood. Hierop roepen Shakes en Mike de hulp in van hun jeugdvriendin, Carol Martinez, van vader Bobby, van King Benny, van een agent genaamd Nick Davenport en van de kansloos lijkende advocaat Danny Snyder om de twee bij te staan bij de rechtszaak, en eindelijk het misbruik in de jeugdinstelling aan te kaarten. Mike, die nu werkt als assistent van de openbaar aanklager, zorgt dat hij de zaak toegewezen krijgt. Hij moet de staat vertegenwoordigen in de zaak, maar maakt in het geheim plannen om te verliezen bij wijze van wraak op de jeugdinstelling. Shakes en Carol, die sociaal werkster is, gebruiken hun contacten om meer informatie te krijgen over de bewakers uit de jeugdinstelling.
In de rechtszaak komen de wantoestanden uit de jeugdgevangenis aan het licht. Vader Bobby redt Marcano en Reilly door te liegen dat ze de avond van de moord op Nokes met hem een sportwedstrijd bijwoonden, waarna ze worden vrijgesproken.
In de epiloog wordt onthuld dat Marcano en Reilly hun criminele leven voortzetten en dat ze enkele jaren later dood worden gevonden. Mike wordt ontslagen wegens het verliezen van de zaak. Hij verhuist naar Engeland en gaat daar werken als timmerman. Shakes blijft werken bij de New York Times, en wordt uiteindelijk een succesvol journalist.

## Rolverdeling
| Acteur           | Personage                   |
| ---------------- | --------------------------- |
| Joseph Perrino   | Lorenzo "Shakes" Carcaterra |
| Jason Patric     | Lorenzo "Shakes" Carcaterra |
| Brad Renfro      | Michael Sullivan            |
| Brad Pitt        | Michael Sullivan            |
| Jonathan Tucker  | Tommy Marcano               |
| Billy Crudup     | Tommy Marcano               |
| Geoffrey Wigdor  | John Reilly                 |
| Ron Eldard       | John Reilly                 |
| Robert De Niro   | Father Bobby                |
| Kevin Bacon      | Sean Nokes                  |
| Jeffrey Donovan  | Henry Addison               |
| Lennie Loftin    | Adam Styler                 |
| Terry Kinney     | Ralph Ferguson              |
| Vittorio Gassman | King Benny                  |
| Dustin Hoffman   | Danny Snyder                |
| Minnie Driver    | Carol Martinez              |
| John Slattery    | Fred Carlson                |
| Bruno Kirby      | de vader van Shakes         |
| Aida Turturro    | mevrouw Salinas             |

## Productie

### Ontwikkeling
Op 17 juli 1995 werd Sleepers van schrijver Lorenzo Carcaterra uitgebracht. In het boek vertelt voormalig entertainmentjournalist en tv-scenarist Carcaterra hoe hij in zijn jeugd samen met drie andere New Yorkse jongens in een jeugdinstelling belandde, seksueel misbruikt werd en wraak nam door onder meer een priester onder ede te laten liegen tijdens een rechtszaak. Het boek werd een enorm succes; het belandde op de eerste plaats in de bestseller-lijst van The New York Times en zou later aan 35 verschillende landen verkocht worden. De auteur beweerde dat het om een non-fictieverhaal ging en dat enkel data en persoons- en plaatsnamen werden aangepast om de identiteit van de betrokkenen te beschermen, maar verscheidene critici en journalisten trokken dat in twijfel. Carcaterra beweerde ook dat heel wat sleutelfiguren uit zijn verhaal reeds overleden waren en dat documenten die naar de rechtszaak verwezen vernietigd of bewerkt waren om sporen te wissen. Robert Morgenthau, de toenmalige District Attorney van New York, verklaarde dat er in Manhattan nooit een rechtszaak had plaatsgevonden die beantwoordde aan de rechtszaak die in Carcaterra's boek beschreven werd. Ook het Aartsbisdom New York ontkende weet te hebben van gebeurtenissen die in het boek aan bod kwamen. Bovendien vertoonde het verhaal volgens critici veel gelijkenissen met socio-misdaadfilms van Warner Bros. als Angels with Dirty Faces (1938), Crime School (1938) en They Made Me a Criminal (1939), waarin een groep jonge New Yorkse acteurs – ook bekend als The Dead End Kids – acteerden aan de zijde van filmsterren als James Cagney, Humphrey Bogart, John Garfield en Pat O'Brien. Carcaterra gaf toe dat zijn boek gelijkenissen vertoonde met Angels with Dirty Faces. De gangsterfilm wordt in het boek Sleepers ook vermeld door de verteller.
Nog voor het controversiële boek werd uitgebracht, toonden verschillende filmmakers interesse in een verfilming. Een story-analist, die in dienst werkte van een bekende regisseur, kreeg de opdracht om het manuscript van Carcaterra te lezen en te beoordelen. De story-analist vond het manuscript "log en te zeer uitgewerkt – en duidelijk een leugen". Ondanks de kritiek dat Sleepers hoogstwaarschijnlijk geen waargebeurd verhaal was zoals de auteur beweerde, werd het manuscript op 16 februari 1995 voor 2,1 miljoen dollar verkocht aan productiebedrijf Propaganda Films. Enkele dagen later werd Barry Levinson in dienst genomen om het script te schrijven en de film te regisseren.

### Casting
Acteurs Robert De Niro, Brad Pitt en Jason Patric werden als eerste gecast. Tweevoudig Oscarwinnaar De Niro zou in de huid kruipen van priester Bobby, een rol die voor de film werd uitgebreid. De acteur had eerder al een priester vertolkt in True Confessions (1981) en een crimineel die zich voordoet als priester in We're No Angels (1989). Later werd ook Dustin Hoffman aan de cast toegevoegd. De Niro en Hoffmann zouden na Sleepers met regisseur Barry Levinson ook samenwerken aan Wag the Dog (1997).
Voor het personage Carol Martinez werd Sandra Bullock benaderd, maar de actrice kon wegens een te drukke agenda niet aan de productie meewerken, waarna ook Marisa Tomei werd overwogen. Uiteindelijk werd de Britse actrice Minnie Driver gecast.
Voor de personages Tommy Marcano en John Reilly werden respectievelijk Billy Crudup en Ron Eldard gecast. Voor de 27-jarige Crudup was het zijn eerste filmrol.
Voor de jongere versies van de hoofdpersonages ging casting director Louis DiGiaimo in verschillende buurten van New York op zoek naar geschikte acteurs. Zo werd de dertienjarige Joseph Perrino ontdekt aan een Italiaans restaurant in The Bronx. Hoewel hij nog nooit geacteerd had, kreeg hij na een auditie de hoofdrol toegewezen. De overige kindacteurs hadden al acteerervaring in films en/of tv-series opgedaan. Perrino en Brad Renfro kregen voor hun rol gekleurde contactlenzen zodat ze meer op de volwassen versie van hun personages, gespeeld door respectievelijk Jason Patric en Brad Pitt, zouden lijken.

### Opnamen
De opnamen gingen op 29 augustus 1995 van start. Regisseur Barry Levinson beschikte over een budget van 44 miljoen dollar voor de filmproductie. Om het Hell's Kitchen van de jaren 1960 na te bootsen werd een set gebouwd in Greenpoint (Brooklyn). De scènes in de jeugdinstelling werden opgenomen in Fairfield Hills Hospital in Newtown (Connecticut).
De meeste kerkscènes werden opgenomen in en rond de Holy Trinity Church in Williamsburg (Brooklyn). Voor de openingsmontage van de film werden ook echte priesters ingeschakeld.

### Distributie en ontvangst
Sleepers werd in de Verenigde Staten uitgebracht door Warner Bros.. De film ging op 28 augustus 1996 in première op het filmfestival van Venetië. Op 18 oktober volgde de Amerikaanse release. Sleepers was in de Verenigde Staten geen box-officesucces; de film verdiende met moeite zijn budget terug. Via de buitenlandse markt verdiende de film meer dan 100 miljoen dollar. De verhuur en verkoop van de VHS van de film leverde nog eens 41 miljoen dollar extra op. Sleepers bereikte in 1997 de top tien van meest verhuurde films van het jaar.
Desondanks kreeg Sleepers in de Verenigde Staten hoofdzakelijk positieve recensies. David Stratton van het filmtijdschrift Variety oordeelde dat Sleepers een episch verhaal over vriendschap was met kleurrijke personages en een weliswaar twijfelachtige boodschap. Roger Ebert van de Chicago Sun-Times gaf de film een positieve score maar bekritiseerde de onderliggende boodschap van de film. Zo vond de filmcriticus dat Sleepers een homofoob wraakverhaal was waarin geflirt werd met het idee dat een homoseksuele verkrachting erger is dan een moord begaan.
Na de bioscooprelease laaide de discussie over het waarheidsgehalte van de film (en het boek) weer op. Sinds de publicatie van het boek in juli 1995 waren verschillende media na onderzoek tot de conclusie gekomen dat het verhaal van schrijver Lorenzo Carcaterra niet bewezen kon worden en vermoedelijk om commerciële redenen verkocht werd als een waargebeurd verhaal. Aangezien de film begint met de zin "This is a true story about friendship that runs deeper than blood" werden ook de filmmakers bekritiseerd.

## Prijzen en nominaties
| Jaar | Prijs              | Categorie                                                   | Genomineerde(n) | Resultaat   |
| ---- | ------------------ | ----------------------------------------------------------- | --------------- | ----------- |
| 1997 | Academy Award      | Beste muziek                                                | John Williams   | Genomineerd |
| 1997 | Young Artist Award | Best Performance in a Feature Film - Leading Young Actor    | Joseph Perrino  | Genomineerd |
| 1997 | Young Artist Award | Best Performance in a Feature Film - Supporting Young Actor | Geoffrey Wigdor | Genomineerd |
| 1997 | YoungStar Award    | Best Performance by a Young Actor in a Drama Film           | Joseph Perrino  | Genomineerd |
| 1997 | YoungStar Award    | Best Performance by a Young Actor in a Drama Film           | Brad Renfro     | Genomineerd |
| 1998 | ALFS Award         | British Supporting Actress of the Year                      | Minnie Driver   | Gewonnen    |